# Palazzo Sordi
Palazzo Sordi è uno storico edificio di Mantova.

## Storia e descrizione
Il Palazzo Sordi, eretto per la famiglia dei marchesi Sordi, e il Palazzo venne eretto dal Fiammingo Frans Geffels nel 1680.
Mostra una lunga facciata finemente decorata e contrassegnata da ricca e complessa composizione, tra pieni delle pareti e vuoti degli assi delle finestre, tipica del gusto barocco. Tale facciata, infatti a due ordini, è scandita da una serie di aperture binate sia in senso orizzontale (cioè due finestre affiancate fortemente ravvicinate), sia in verticale (grazie all'inserimento di una balaustra a livello della fascia marcapiano).
In basso, poi, risalti a lesena - formati da bozze alternative lisce e lavorate, sormontati dallo stemma della famiglia dei marchesi Sordi. All'angolo destro del palazzo è collocato il busto del committente dell'edificio, il marchese Benedetto Sordi, tesoriere di Stato del Duca Ferdinando Carlo di Gonzaga-Nevers.
All'interno va notato l'imponente scalone d'onore, uno dei più belli della Mantova barocca, ampiamente decorato con putti e vasi sempre da Gian Battista Barberini. Molto bello è il cortile contrassegnato, sulla facciata del nucleo centrale del palazzo, da un ricchissimo apparato decorativo che, in corrispondenza del grande balcone d'onore ad arco rotondo del piano nobile, che vede la presenza di due grandi termini (figure umane a mezzobusto) che reggono un ricchissimo fregio decorativo a spirali, e in alto, statue entro nicchie.
Al piano nobile sono di grande interesse i due saloni d'onore, decorati di stucchi e affrescati, detti rispettivamente dell'Età e di Belgrado.